# Platylus sardiniensis
Platylus sardiniensis là một loài bọ cánh cứng trong họ Tenebrionidae. Loài này được Ardoin miêu tả khoa học năm 1972.